# Witali Sannikow
Witali Sannikow ist ein ehemaliger sowjetischer Skispringer.

## Werdegang
Sannikow bestritt mit der Vierschanzentournee 1958/59 sein erstes und einziges großes Turnier. Bereits beim Auftaktspringen auf der Schattenbergschanze in Oberstdorf landete er als 19. unter den Top 20. Noch besser verlief für ihn das Springen auf der Großen Olympiaschanze in Garmisch-Partenkirchen, bei dem er mit dem 13. Platz das beste Einzelresultat erreichte. In Innsbruck auf der Bergiselschanze landete er erstmals außerhalb der Top 20 und erreichte den 24. Platz. Nachdem er auf der Paul-Außerleitner-Schanze in Bischofshofen noch einmal Rang 14 erreicht hatte, beendete er die Tournee mit 806 Punkten auf einem guten 15. Platz der Gesamtwertung.

## Erfolge

### Vierschanzentournee-Platzierungen
| Saison  | Platz | Punkte |
| ------- | ----- | ------ |
| 1958/59 | 15.   | 806,0  |